# Usek
La rivière Usek est une rivière endoréique du Kazakhstan.

## Géographie
Longue d'une centaine de kilomètres, elle prend sa source dans les montagnes de Dzhungar-Alatau, dans la province d'Almaty. Elle prend le nom d'Usek au confluent de deux affluents, le Bolshoi Usek ("grand Usek") avec le Maly Usek ("Petit Usek"), au sud des montagnes du Dzhungar-Alatau, lorsqu'ils arrivent dans la plaine de la rivière Ili. L'Usek traverse ensuite la ville de Jarkent et s'évapore dans une zone marécageuse à 25 kilomètres au sud de cette ville, dans le bassin de la rivière Ili.

## Les pétroglyphes de l'Usek
À une trentaine de kilomètres au nord de Jarkent se trouve le confluent des deux affluents formant l'Usek. À ce point de confluence, plusieurs sites de pétroglyphes de l'âge du fer ont été découverts dans les années 1980. Ces pétroglyphes représentent essentiellement des animaux (chèvres, bouquetins, ours, sangliers, chevaux, etc.), ainsi que des scènes de chasse. Certains sites datent également de l'âge du bronze, avec notamment des représentations d'hommes-soleil.